# Municipio de Union (condado de Fulton, Illinois)
El municipio de Union (en inglés: Union Township) es un municipio ubicado en el condado de Fulton en el estado estadounidense de Illinois. En el año 2010 tenía una población de 1008 habitantes y una densidad poblacional de 10,63 personas por km².

## Geografía
El municipio de Union se encuentra ubicado en las coordenadas 40°39′52″N 90°23′46″O / 40.66444, -90.39611. Según la Oficina del Censo de los Estados Unidos, el municipio tiene una superficie total de 94.83 km², de la cual 94,73 km² corresponden a tierra firme y (0,1 %) 0,1 km² es agua.

## Demografía
Según el censo de 2010, había 1008 personas residiendo en el municipio de Union. La densidad de población era de 10,63 hab./km². De los 1008 habitantes, el municipio de Union estaba compuesto por el 96,83 % blancos, el 0,1 % eran afroamericanos, el 0,1 % eran amerindios, el 0,4 % eran asiáticos, el 0,2 % eran de otras razas y el 2,38 % eran de una mezcla de razas. Del total de la población el 1,49 % eran hispanos o latinos de cualquier raza.